# 埃夫伯里
埃夫伯里（英語：Avebury，/ˈeɪvbri/）是一个新石器时代墓群，地处英国西南部威爾特郡的埃夫伯里村。墓群包含石头围成的三个圆形，是欧洲最大的石圈，也因此成为英国最著名的史前景点之一。它既吸引着大批游客，对于新異教主義也有宗教上的意义。